# N (spel)

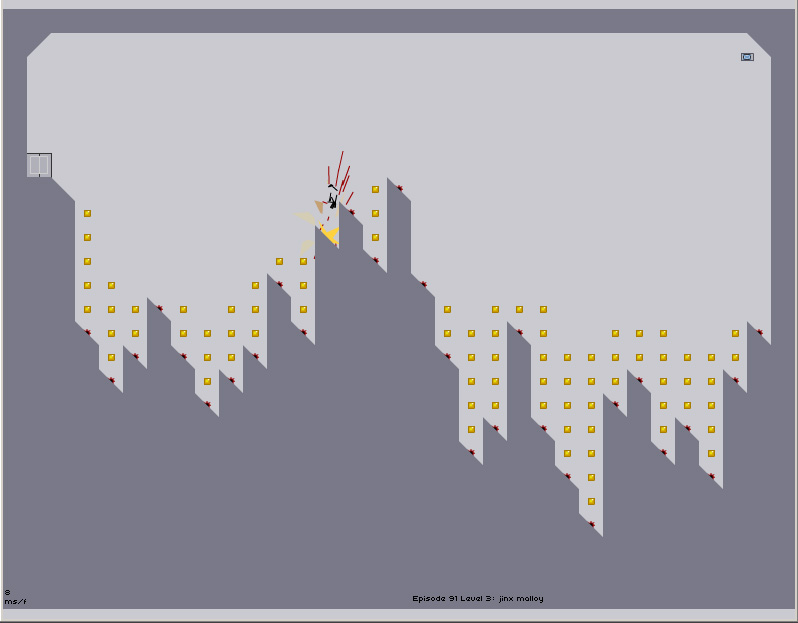

N, (stiliserat: n) är ett 2D-plattformsspel, släppt som Freeware. Det handlar om en liten svart ninja, och har en mycket enkel och självironisk handling, som egentligen inte har någon betydelse för spelandet. Spelet körs i programmet Flash och har ett mycket stilrent och minimalistiskt utseende. Bakom spelet ligger utvecklingsstudion Metanet Software.
Varje bana i spelet är en skärm stor så spelet scrollar aldrig. Spelaren styr ninjan, med mycket simpla kontroller. Vänster, höger och hopp är alla knappar som behövs. Utöver dessa finns också en självmordsknapp som gör att man börjar om banan. Målet med varje bana är att öppna en dörr som man sedan ska gå in i för att klara av banan. Vägen till denna dörr, och till nyckeln som öppnar den, kantas av mängder av hinder och fiender. Det går dessutom på tid, som kan förlängas genom att spelaren plockar på sig små fyrkantiga guldsymboler. Spelet lever mycket på grund av sin fina fysik, och när ninjan till exempel landar på en mina så sprängs han i delar, som studsar omkring på banan.
Spelet innehåller 10 episoder med 10 världar vardera. Från början har man bara tillgång till värld ett i varje episod men för varje avklarad värld låses nästa, i samma episod upp. En episod består av fem banor, som alla måste klaras för att man ska kunna ta sig vidare. Totalt finns alltså 500 banor att tillgå. Utöver dessa finns även en funktion där man kan spela banor som andra spelare gjort i den medföljande editorn. Editorn är mycket enkel och kräver inga tidigare programmeringskunskaper.
Spelet har en uppföljare kallad N+.